# Inchil
Inchil (arab. أنخل) – miasto w Syrii, w muhafazie Dara. W 2004 roku liczyło 31 258 mieszkańców.